# Seiya Adachi
Seiya Adachi (em japonês:  足立 聖弥, Adachi Seiya; Gifu, 24 de junho de 1995) é um jogador de polo aquático japonês.

## Carreira
Adachi integrou a Seleção Japonesa de Polo Aquático que ficou em décimo segundo lugar nos Jogos Olímpicos de 2016.